# Cefalizacija
Cefalizacija je evolucijski trend, za katerega je značilno, da se postopoma, v trajanju mnogih generacij, v prednjem delu živalskega telesa oblikuje območje glave, v kateri se koncentrirajo usta, čutilni organi in živčni gangliji. Proces je tesno povezan z gibanjem in bilateralno simetrijo (dvobočno somernostjo). Cefalizacija je vodila v razvoj izrazito razvitih možganov v treh živalskih skupinah; členonožcih, glavonožcih in vretenčarjih.

## Živali brez bilateralne simetričnosti
Tudi ožigalkarji, kot so radialno simetrični (zvezdasto somerni) trdoživnjaki, izkazujejo določeno raven cefalizacije. Red trdoživnjakov Anthoathecata ima pripadnike, za katere je značilen predel glave z usti, fotoreceptorskimi celicami in večjo koncentracijo živčnih celic (nevronov).

## Bilateralno simetrične živali
Proces cefalizacije je ena od značilnosti bilateralno simetričnih (dvobočno somernih) živali, ki jih uvrščamo v klad Bilateria, kamor spada večji del debel živali. Dvobočno somerne živali so se zmožne premikati in uporabljati mišice. Karakteristična lastnost je tudi orientacija telesa, pri kateri je prednji del tisti, ki navadno prvi pride v stik z dražljaji iz okolja, medtem ko se žival premika. Zatorej so se v prednjem delu telesa razvili mnogi čutilni organi, ki so zmožni zaznave svetlobe, kemičnih molekul, občasno pa tudi zvoka. V tem predelu je tudi precej živčnih celic, ki prejmejo informacije od čutilnih organov in jih posredujejo naprej ali obdelajo same. Skupki živčnih celic pri nekaterih živalskih deblih tvorijo možgane, medtem ko se drugod pojavljajo nekoliko manjši živčni gangliji.

### Acoela
Pripadniki reda Acoela so eni izmed izvornih bilateralno simetričnih živali, spadajo pa v deblo Xenacoelomorpha. So razmeroma majhne in preprosto grajene živali, njihova glava pa v primerjavi z ostalim telesom vsebuje nekoliko več živčnih celic (možganov še ni). Red Acoela predstavlja zgodnjo fazo cefalizacije.

### Ploskavci (ploski črvi)
Ploski črvi ali ploskavci (deblo Plathelminthes) imajo nekoliko bolj zapleteno grajen živčni sistem kot vrste reda Acoela. Pri ploskavcih se pojavlja tudi manj izrazita cefalizacija, saj imajo nad možgani že očesno pego.

### Kompleksna aktivna telesa
Filozof Michael Trestman je v svojem zapisu izpostavil, da imajo tri bilateralno simetrična živalska debla (členonožci, glavonožci iz debla mehkužcev in strunarji) tako imenovana kompleksna aktivna telesa, ki se pri redu Acoela in ploskavcih ne pojavljajo. Vsaka žival s tem telesnim tipom, naj si bo plenilec ali plen, mora biti pozorna na svojo okolico — da ujame plen ali se izogne plenilcem. Omenjene skupine imajo najbolj izrazito raven cefalizacije. Kljub temu zanje ni značilna tesna sorodnost, saj v kladu Bilateria predstavljajo ločene veje, ki so se ločile že pred milijoni let, kar je dobro vidno tudi v spodnjem filogenetskem drevesu, kjer so skupine s kompleksnimi aktivnimi telesi prikazane z odebeljeno pisavo.
| Echinodermata (iglokožci)      |                                                                                 |
|                                |                                                                                 |
| Chordata (strunarji)           | \| Tunicata (plaščarji) - ličinka \| \| \| \| Vertebrata (vretenčarji) \| \| \| |
|                                | \| Tunicata (plaščarji) - ličinka \| \| \| \| Vertebrata (vretenčarji) \| \| \| |
| Tunicata (plaščarji) - ličinka |                                                                                 |
|                                |                                                                                 |
| Vertebrata (vretenčarji)       |                                                                                 |
|                                |                                                                                 |

| Tunicata (plaščarji) - ličinka |
|                                |
| Vertebrata (vretenčarji)       |
|                                |

| Nematoda (gliste) in drugi |
|                            |
| Arthropoda(členonožci)     |
|                            |

| Plathelminthes (ploskavci) |
|                            |
| Cephalopoda (glavonožci)   |
|                            |

| Nematoda (gliste) in drugi |
|                            |
| Arthropoda(členonožci)     |
|                            |

| Plathelminthes (ploskavci) |
|                            |
| Cephalopoda (glavonožci)   |
|                            |

| Echinodermata (iglokožci)      |                                                                                 |
|                                |                                                                                 |
| Chordata (strunarji)           | \| Tunicata (plaščarji) - ličinka \| \| \| \| Vertebrata (vretenčarji) \| \| \| |
|                                | \| Tunicata (plaščarji) - ličinka \| \| \| \| Vertebrata (vretenčarji) \| \| \| |
| Tunicata (plaščarji) - ličinka |                                                                                 |
|                                |                                                                                 |
| Vertebrata (vretenčarji)       |                                                                                 |
|                                |                                                                                 |

| Tunicata (plaščarji) - ličinka |
|                                |
| Vertebrata (vretenčarji)       |
|                                |

| Nematoda (gliste) in drugi |
|                            |
| Arthropoda(členonožci)     |
|                            |

| Plathelminthes (ploskavci) |
|                            |
| Cephalopoda (glavonožci)   |
|                            |

| Nematoda (gliste) in drugi |
|                            |
| Arthropoda(členonožci)     |
|                            |

| Plathelminthes (ploskavci) |
|                            |
| Cephalopoda (glavonožci)   |
|                            |

| Echinodermata (iglokožci)      |                                                                                 |
|                                |                                                                                 |
| Chordata (strunarji)           | \| Tunicata (plaščarji) - ličinka \| \| \| \| Vertebrata (vretenčarji) \| \| \| |
|                                | \| Tunicata (plaščarji) - ličinka \| \| \| \| Vertebrata (vretenčarji) \| \| \| |
| Tunicata (plaščarji) - ličinka |                                                                                 |
|                                |                                                                                 |
| Vertebrata (vretenčarji)       |                                                                                 |
|                                |                                                                                 |

| Tunicata (plaščarji) - ličinka |
|                                |
| Vertebrata (vretenčarji)       |
|                                |

| Nematoda (gliste) in drugi |
|                            |
| Arthropoda(členonožci)     |
|                            |

| Plathelminthes (ploskavci) |
|                            |
| Cephalopoda (glavonožci)   |
|                            |

| Nematoda (gliste) in drugi |
|                            |
| Arthropoda(členonožci)     |
|                            |

| Plathelminthes (ploskavci) |
|                            |
| Cephalopoda (glavonožci)   |
|                            |

| Echinodermata (iglokožci)      |                                                                                 |
|                                |                                                                                 |
| Chordata (strunarji)           | \| Tunicata (plaščarji) - ličinka \| \| \| \| Vertebrata (vretenčarji) \| \| \| |
|                                | \| Tunicata (plaščarji) - ličinka \| \| \| \| Vertebrata (vretenčarji) \| \| \| |
| Tunicata (plaščarji) - ličinka |                                                                                 |
|                                |                                                                                 |
| Vertebrata (vretenčarji)       |                                                                                 |
|                                |                                                                                 |

| Tunicata (plaščarji) - ličinka |
|                                |
| Vertebrata (vretenčarji)       |
|                                |

| Nematoda (gliste) in drugi |
|                            |
| Arthropoda(členonožci)     |
|                            |

| Plathelminthes (ploskavci) |
|                            |
| Cephalopoda (glavonožci)   |
|                            |

| Nematoda (gliste) in drugi |
|                            |
| Arthropoda(členonožci)     |
|                            |

| Plathelminthes (ploskavci) |
|                            |
| Cephalopoda (glavonožci)   |
|                            |

| Echinodermata (iglokožci)      |                                                                                 |
|                                |                                                                                 |
| Chordata (strunarji)           | \| Tunicata (plaščarji) - ličinka \| \| \| \| Vertebrata (vretenčarji) \| \| \| |
|                                | \| Tunicata (plaščarji) - ličinka \| \| \| \| Vertebrata (vretenčarji) \| \| \| |
| Tunicata (plaščarji) - ličinka |                                                                                 |
|                                |                                                                                 |
| Vertebrata (vretenčarji)       |                                                                                 |
|                                |                                                                                 |

| Tunicata (plaščarji) - ličinka |
|                                |
| Vertebrata (vretenčarji)       |
|                                |

| Nematoda (gliste) in drugi |
|                            |
| Arthropoda(členonožci)     |
|                            |

| Plathelminthes (ploskavci) |
|                            |
| Cephalopoda (glavonožci)   |
|                            |

| Nematoda (gliste) in drugi |
|                            |
| Arthropoda(členonožci)     |
|                            |

| Plathelminthes (ploskavci) |
|                            |
| Cephalopoda (glavonožci)   |
|                            |

| Echinodermata (iglokožci)      |                                                                                 |
|                                |                                                                                 |
| Chordata (strunarji)           | \| Tunicata (plaščarji) - ličinka \| \| \| \| Vertebrata (vretenčarji) \| \| \| |
|                                | \| Tunicata (plaščarji) - ličinka \| \| \| \| Vertebrata (vretenčarji) \| \| \| |
| Tunicata (plaščarji) - ličinka |                                                                                 |
|                                |                                                                                 |
| Vertebrata (vretenčarji)       |                                                                                 |
|                                |                                                                                 |

| Tunicata (plaščarji) - ličinka |
|                                |
| Vertebrata (vretenčarji)       |
|                                |

| Nematoda (gliste) in drugi |
|                            |
| Arthropoda(členonožci)     |
|                            |

| Plathelminthes (ploskavci) |
|                            |
| Cephalopoda (glavonožci)   |
|                            |

| Nematoda (gliste) in drugi |
|                            |
| Arthropoda(členonožci)     |
|                            |

| Plathelminthes (ploskavci) |
|                            |
| Cephalopoda (glavonožci)   |
|                            |

| Echinodermata (iglokožci)      |                                                                                 |
|                                |                                                                                 |
| Chordata (strunarji)           | \| Tunicata (plaščarji) - ličinka \| \| \| \| Vertebrata (vretenčarji) \| \| \| |
|                                | \| Tunicata (plaščarji) - ličinka \| \| \| \| Vertebrata (vretenčarji) \| \| \| |
| Tunicata (plaščarji) - ličinka |                                                                                 |
|                                |                                                                                 |
| Vertebrata (vretenčarji)       |                                                                                 |
|                                |                                                                                 |

| Tunicata (plaščarji) - ličinka |
|                                |
| Vertebrata (vretenčarji)       |
|                                |

| Nematoda (gliste) in drugi |
|                            |
| Arthropoda(členonožci)     |
|                            |

| Plathelminthes (ploskavci) |
|                            |
| Cephalopoda (glavonožci)   |
|                            |

| Nematoda (gliste) in drugi |
|                            |
| Arthropoda(členonožci)     |
|                            |

| Plathelminthes (ploskavci) |
|                            |
| Cephalopoda (glavonožci)   |
|                            |

| Echinodermata (iglokožci)      |                                                                                 |
|                                |                                                                                 |
| Chordata (strunarji)           | \| Tunicata (plaščarji) - ličinka \| \| \| \| Vertebrata (vretenčarji) \| \| \| |
|                                | \| Tunicata (plaščarji) - ličinka \| \| \| \| Vertebrata (vretenčarji) \| \| \| |
| Tunicata (plaščarji) - ličinka |                                                                                 |
|                                |                                                                                 |
| Vertebrata (vretenčarji)       |                                                                                 |
|                                |                                                                                 |

| Tunicata (plaščarji) - ličinka |
|                                |
| Vertebrata (vretenčarji)       |
|                                |

| Nematoda (gliste) in drugi |
|                            |
| Arthropoda(členonožci)     |
|                            |

| Plathelminthes (ploskavci) |
|                            |
| Cephalopoda (glavonožci)   |
|                            |

| Nematoda (gliste) in drugi |
|                            |
| Arthropoda(členonožci)     |
|                            |

| Plathelminthes (ploskavci) |
|                            |
| Cephalopoda (glavonožci)   |
|                            |

#### Členonožci
Pri členonožcih je cefalizacijo vzpodbudilo povezovanje posameznih telesnih členov v regijo glave, ki je bila evolucijska prednost, ker so se lahko ustni predeli specializirali za lovljenje in procesiranje hrane. Cefalizacija členonožcev je zelo poudarjena, saj njihove možgane gradijo trije zliti gangliji, ki se pripenjajo na trebušnjačo, za katero je značilno, da ima par ganglijev v vsakem segmentu (členu) oprsja in zadka. Žuželčja glava je zapletena struktura, ki jo gradi več med seboj zlitih delov, na njej pa so prisotne tudi enostavne in sestavljene oči ter razni izrastki, kot so tipalnice in deli obustnega aparata.

#### Glavonožci
Med glavonožce spadajo na primer hobotnice, lignji, sipe in brodniki, za vse pa velja, da spadajo med najinteligentnejše nevretenčarje z najvišjo ravnjo cefalizacije. Visoko razviti so tudi njihovi čuti, kamor uvrščamo napredno zgrajeno oko in velike možgane.

#### Vretenčarji
Cefalizacija vretenčarjev, kot so na primer sesalci, ptiči in ribe, je precej dobro preučena. Njihove glave so zapleteno grajene strukture, ki imajo dobro razvite čutilne organe, velike možgane z več režnji, čeljusti (pogosto z zobmi) in jezik. Brezglavci (Cephalochordata), kot je denimo škrgoustka (Branchiostoma), spadajo med strunarje in so tesno sorodni z vretenčarji, a vseeno nimajo omenjenih struktur. Leta 1980 je bilo v hipotezi nove glave (ang. new head hypothesis) predlagano, da je vretenčarska glava evolucijska novost, ki se je razvila s pojavom nevralnega grebena in kranialne plakode (zadebeljenega predela ektoderma ali zunanjega kličnega lista). Dodatna spoznanja je prinesla raziskava iz leta 2014, ko so strokovnjaki preučevali prehodno obliko ličinkinega tkiva pri škrgoustki, ki je izkazovala veliko podobnost s hrustancem, izvirajočim iz nevralnega grebena, ki gradi lobanjo vretenčarjev. Predlagano je bilo, da naj bi prav to tkivo, ko bi se razširilo po celotnem območju glave, predstavljajo možen način za nastanek vretenčarske glave. Napredni vretenčarji imajo tudi precej dobro razvite možgane.